# Dan Jalutz
Dan Jalutz (hebreo: דן חלוץ) (* Tel Aviv, 7 de agosto de 1948). Teniente General de la Fuerza Aérea de Israel. Jalutz fue designado como comandante en jefe de las Fuerzas de Defensa de Israel (en hebreo: רמטכ"ל‎) el 1 de junio de 2005. Presentó su dimisión el 17 de enero de 2007 por su responsabilidad en los errores cometidos durante la Guerra del Líbano de 2006. Es graduado en Ciencias Económicas. Está casado y tiene tres hijos.